# Sha jezik
Sha jezik (ISO 639-3: scw), afrazijski jezik zapadnočadske skupine kojim govori oko 3 000 ljudi (1998 SIL) u nigerijskoj državi Plateau u LGA Bokkos.
Pobliže se klasificira s još šest jezika skupini A.4. ron-fyer i podsupini pravih ron jezika.

## Vanjske poveznice
- Ethnologue (14th)
- Ethnologue (15th)